# Batalla de Cremona (200 a. C.)
La batalla de Cremona fue un enfrentamiento militar librado en 200 a. C. entre las fuerzas de la República romana y las tribus celtas (galos) de la Galia Cisalpina, resultando en una completa victoria de las primeras.

## Antecedentes
En 201 a. C. el cónsul Publio Elio Peto fue enviado a enfrentar a los boyos, que estaban atacando territorio romano. Las tribus celtas de la zona se habían unido a Aníbal Barca y ahora tocaba reconquistar el territorio. Envió al legado Cayo Ampio con 2 legiones reclutadas rápidamente y 4 cohortes propias a atacar territorio boyo desde Umbria.
Llegaron al oppidum de Mutilum o Medolo (cerca de Mutina), un lugar rodeado de campos listos para la cosecha, Establecieron el campamento sin explorar adecuadamente la región y disperso a sus hombres para recolectar granos sin adecuada escolta, lo que permitió a los celtas lanzar un ataque sorpresa y masacrarlos. Tras esto el pánico se apoderó incluso de los que tenían las armas consigo. En total, 7.000 hombres fueron muertos, incluyendo el legado, y el resto se refugió aterrorizado en el campamento. Durante la noche siguiente, sin nadie realmente al mando, los soldados acordaron retirarse dejando la mayoría del bagaje. Atravesaron los bosques hasta llegar con el cónsul. Este último se dedicó a devastar los territorios de los boyos y los ligures ingaunios, logrando firmar un tratado con ellos.
Según Gino Bandelli, si las cifras de guerreros celtas son verdaderas, tanto boyos como ínsubres tenían poblaciones de 200.000 personas por tribu, mientras que los cenómanos alrededor de 60.000 ú 80.000. Basándose en el ejército de 50.000 ínsubres reportados en el 223 a. C. por Polibio y 50.000 boyos reportados por Tito Livio en el 191 a. C.. Esto corresponde con las estimaciones modernas de que por cada guerrero debía haber otras tres no combatientes. Sin embargo, probablemente eran una exageracción. Entre tanto, los cenómanos (junto con los vénetos) pusieron en armas 20.000 guerreros en 225 a. C. acorde a Polibio.
Respecto a los ligures, supuestamente, solo en la ciudad de Patavium podían reunir una fuerza de 120.000 combatientes según Estrabón, lo que supondría una población de 360.000 a 480.000 personas, lo que se considera imposible para esa época. En cambio, Livio habla de 40.000 guerreros en el 193 a. C.. Más realista es la cifra de apuanos deportados en el 180 a. C., unos 40.000 según Livio, de los que 12.000 eran guerreros. Al año siguiente deportaron otros 7.000 varones. Obviamente, estos números no corresponden a la población total.

## Campaña
Al año siguiente, mientras los romanos estaban ocupados con la segunda guerra macedónica, los celtas se rebelaron en la Cisalpina bajo el mando de un antiguo oficial cartaginés llamado Amílcar, consiguiendo el apoyo de los ligures para un ataque contra Placentia. La ciudad fue saqueada y quemada y se capturaron a 2.000 romanos. Los aliados decidieron cruzar el río Po y destruir Cremona. Estas urbes eran las únicas colonias que sobrevivieron a la segunda guerra púnica en el norte italiano.
Las noticias del desastre les dio tiempo a los colonos romanos para cerrar las puertas, establecer guarniciones para proteger las murallas y enviar mensajes de ayuda al pretor Lucio Furio Purpúreo, gobernador de la Cisalpina, quien había licenciado a su ejército por orden senatorial, salvo 5.000 aliados latinos. Estaban acampados en Ariminum, el sector de la provincia más cercano a Roma. El pretor escribió al Senado solicitando refuerzos ya que enviar a su pequeño ejército contra una masa que lo superaba 8 a 1 era un suicidio que sólo alentaría a los rebeldes a destruir la ciudad.
Se decidió enviar al cónsul Cayo Aurelio Cota con un ejército consular, designando una fecha para que se concentrara la fuerza en Etruria y luego seguir a Ariminum. El cónsul tenía órdenes para el pretor y su ejército de retirarse a Etruria a servir de guarnición mientras él iba a liberar Cremona de su asedio. También se envió una embajada a Cartago anunciando que uno de sus ciudadanos, un oficial llegado con Asdrúbal Barca o con Magón Barca, había alzado a celtas y ligures, y si querían mantener la paz debían entregarlo.
Asuntos políticos forzaron al cónsul a quedarse en Roma, dejando el mando al pretor. Cuando las fuerzas de consulares llegaron a Ariminum, los aliados latinos estacionados fueron enviados a Etruria. Luego, el pretor siguió mediante marchas forzadas hasta la asediada Cremona, acampando a una milla y media del enemigo. Los celtas se habían dispersado y no dejaron una fuerte guarnición en su campamento, pero Furio no atacó porque sus soldados estaban agotados. Los gritos de los vigías celtas alertaron al resto de los guerreros, que olvidaron el botín saqueado en las cercanías y volvieron presurosos a su campamento. Al día siguiente salieron en formación de batalla y los romanos no rechazaron el desafío.

## Batalla
Los celtas cargaron con sorprendente velocidad, apenas dando tiempo a sus enemigos de formarse. Los aliados itálicos formaron en primera línea ocupando el frente en dos contingentes, con el legado Marco Furio a cargo de la derecha y su colega Marco Cecilio de la izquierda, la caballería estaba a las órdenes de Lucio Valerio Flaco y las legiones quedaron en segunda línea. El pretor se quedó con los legados Cayo Letorio y Publio Titinio, con cuya ayuda planeaba vigilar toda la batalla.
Primero los celtas intentaron abrumar el flanco derecho romano y cuando no funcionó flanquear y envolverlo completamente aprovechando su amplia superioridad numérica. El pretor respondió mandando a sus legiones a defender los flancos, prometiendo a los dioses un templo si obtenía la victoria, y mandando al legado Valerio cargar con la caballería romana en un flanco y la aliada en el otro.
Al notar que el centro celta había extendido demasiado su línea, el Furio ordenó una carga generalizada para romperlo. Así, su infantería hizo retroceder al centro y su caballería a las alas. Finalmente, los celtas se rompieron y huyeron a su campamento perseguidos por la caballería. Luego las legiones asaltaron la posición, salvándose menos de 6.000 enemigos.

## Consecuencias
Los dos mil romanos capturados fueron liberados y devueltos a sus tierras. La mayoría de los romanos y aliados caídos en la batalla fueron en el flanco derecho, aquel que sufrió la primera y más vigorosa carga celta. Cuando el cónsul llegó la guerra estaba acabada pero decidió asumir el mando de todas formas.
La Cisalpina fue gradualmente pacificada durante la siguiente década. Al final de la conquista, los boyos carecían de varones adultos, solo jóvenes y ancianos, acabaron siendo expulsados y sus tierras serían colonizadas por latinos.

### Antigua
- Estrabón. Geografía. Libro 5. Digitalizado por Perseus. Basado en edición y traducción griego antiguo-inglés por H. C. Hamilton & W. Falconer, Londres: George Bell & Sons, 1903.
- Polibio. Historias. Libro 2. Digitalizado por UChicago. Basado en traducción griego antiguo-inglés por William Roger Paton, 1922, Londres: W. Heinemann, volumen I de Loeb Classical Library.
- Tito Livio. Historia de Roma (AUC, Ab Urbe condita). Libros 31, 35, 36 y 40. Digitalizado por Perseus. Basado en traducción latín-inglés de William Heinemann, Cambridge: Harvard University Press, 1935.

### Modernas
- Bandelli, Gino (1999). "La popolazione della Cisalpina dalle invasioni galliche alla guerra sociale". En Domenico Vera. Demografia, sistemi agrari, regimi alimentari nel mondo antico: atti del convegno internazionale di studi: Parma, 17-19 ottobre 1997. Bari: Edipuglia, pp. 189-215. ISBN 9788872282328.
- Bandelli, Gino (2017). "Le comunità della Transpadana dalla guerra gallica del 225-222 a.C. alla "Lex Pompeia" dell’89 a.C.: Dati recenti e problemi aperti su alcuni aspetti di ordine istituzionale". Gerión. Vol. 35, N.º 2, pp. 373-400. ISSN 0213-0181.
- Bourdin, Stéphane (2017). "Popolamento e urbanizzazione nella Cisalpina preromana". En E. Lo Cascio & M. Maiuro (editores). Popolazione e risorse nell’Italia del Nord dalla romanizzazione ai Longobardi. Bari: Edipuglia, pp. 151-168. ISBN 9788872287798.
- Ó hÓgáin, Dáithí (2002). The Celts: A History. Boydell Press, ISBN 9780851159232.